# Zsolt Semjén
Zsolt Semjén (* 8. srpna 1962 Budapešť) je maďarský teolog, sociolog a politik, současný předseda parlamentní Křesťanskodemokratické lidové strany. V letech 1994 až 1998 byl a od roku 2002 opět je poslancem parlamentu. V páté vládě Viktora Orbána